# Артуро Алапе
Артуро Алапе (исп. Arturo Álape, настоящее имя — исп. Carlos Arturo Ruiz; 03.11.1938, Кали, Колумбия — 07.10.2006, Богота) — колумбийский журналист, писатель, историк.
Псевдоним взят в честь сооснователя ФАРК Jacobo Prías Alape.
В 1955—1959 годах обучался живописи в Институте народной культуры в Кали.
Удостоен степени доктора honoris causa одного из колумбийских университетов.
Фидель Кастро отзывался о нём: «Артуро Алапе — исключительный и искушенный в деталях историк».